# Capilla San Luis de Cartago
La capilla San Luis de Cartago fue una iglesia católica ubicada en Cartago, Túnez. Fue construida entre 1840 y 1845, como resultado de una donación de tierras por el Bey de Túnez al rey de Francia en 1830.La capilla estaba situada en la cima de la Byrsa Hill, en el corazón del yacimiento arqueológico de Cartago, hasta que fue destruida en 1950.

## Historia

### Construcción
El 8 de agosto de 1830, Hussein II Bey firmó un acto de concesión de tierras con el fin de honrar a Luís IX "en el lugar de la muerte del príncipe [en] La Malka".Este acto confirmó antiguos tratados firmados entre Francia y Túnez.Debido a las dificultades políticas relacionadas con la abdicación de Carlos X y la muerte de Hussein II en 1835, el acto no entró en vigor hasta 1840, después de que los acuerdos fueron confirmados por Ahmed I Bey.La ubicación fue elegida de antemano por el agente consular Julio de Lesseps, hijo del cónsul general de Francia Mathieu de Lesseps: es el lugar del antiguo templo púnico de Eshmoun en Byrsa, que fue rebautizado con el nombre de "Monte Luis Felipe ".Así, el primer bloque del edificio, diseñado por Germain Architects, fue colocado el 25 de agosto de 1840, pero el trabajo no comenzó hasta 1841.La capilla fue consagrada el 25 de agosto por el Mons Sutter.El modesto edificio diseñado para la vivienda del sacerdote, no se utilizó para este propósito, sino que sirvió como museo arqueológico original del sitio.

### Operación
La capilla sirvió para conmemorar la muerte de San Luis cada año el 25 de agosto.También sirvió como lugar de oración para los marineros franceses en La Goleta.En 1844 se inició la instalación de una orden religiosa y esta se hizo realidad el 13 de junio de 1875 con la llegada de una pequeña comunidad de Padres Blancos del cardenal Lavigerie, compuesta por dos sacerdotes y un fraile.El arqueólogo Alfred Louis Delattre fue miembro de la comunidad desde noviembre de 1875.La vida en la capilla era difícil debido a su relativamente larga distancia de los puntos de suministro, así como la precariedad de las rutas de acceso.Además de prestar servicios médicos a la población local, Lavigerie puso a los Padres Blancos a cargo de las actividades arqueológicas.La obra de Delattre llevó a la creación del Museo Lavigerie, que contenía 6.347 piezas en 1881.Desde 1860, Victor Guérin señaló la falta de mantenimiento de la capilla por parte de Francia.Esto se solucionó en 1875, con motivo de la visita del Gobernador General de Argelia, Alfred Chanzy.A causa de la entrada de Mustapha Ben Ismaïl en el recinto de la capilla, surgió un conflicto entre Francia y Túnez , lo que llevó a una "demanda de disculpas públicas y oficiales".

### Cierre
En 1881, en el mismo lugar, se decidió construir una basílica. Para este fin Lavigerie hizo un llamamiento para recoger las donaciones.Finalmente, la construcción comenzó en 1884.Esta catedral fue consagrada el 15 de mayo de 1890.Sin embargo la capilla continuó en uso. Durante La Primera Guerra Mundial fue utilizada para continuar con el culto.En noviembre de 1910 se llevaron a cabo renovaciones, seguidas por otras en 1925 promovidas por Louis Poinssot.Gaston Doumergue visitó la capilla en 1931.En 1940 se celebró el centenario de la construcción de la capilla. Importantes personas de origen franco-tunecino se reunieron con los descendientes de personas que habían estado presentes en la ceremonia original.La capilla fue cerrada al público en 1943.Se contrató a un arquitecto para evaluar el trabajo necesario. Este ofreció un presupuesto y sugirió reemplazar el edificio.El general residente remitió estas opiniones al Ministerio de Asuntos Exteriores el 4 de septiembre de 1947.Se asignó fondos para la obra y la demolición de la capilla que comenzó el 11 de enero de 1950.

## Arquitectura y decoración
El plano está inspirado en el de la Capilla Real de Dreux.Los materiales se recolectaron en el área local a excepción de la cúpula que fue construida en ladrillo.El 11 de agosto de 1841 se instaló una estatua de Luis IX tallada por Charles Émile Seurre, enviada por el rey de Francia.Los planes iniciales preveían la plantación de 200 cipreses alrededor del edificio, pero la idea nunca se llevó a caboEl jardín de la capilla fue destruido por una tormenta en diciembre de 1931.La capilla estaba situada en un recinto.En la pared de la galería junto al jardín, se exhibían objetos antiguos recuperados durante la construcción de los cimientos y de los alrededores.